# Stefano Morrone
Stefano Morrone (ur. 26 października 1978 w Cosenzy) – włoski piłkarz występujący na pozycji środkowego pomocnika, a także trener.

## Kariera klubowa
Stefano Morrone zawodową karierę rozpoczynał w 1996 roku w Cosenzie Calcio. Rozegrał dla niej 27 ligowych pojedynków, po czym w październiku 1998 roku został wypożyczony do Empoli FC. W jego barwach 1 listopada podczas wygranego 2:0 meczu z Perugią Calcio zadebiutował w rozgrywkach Serie A. Następnie Morrone trafił do Piacenzy Calcio, z którą w sezonie 2000/2001 spadł do drugiej ligi. W styczniu 2001 roku Włoch podpisał kontrakt z klubem SSC Venezia. Stał się jego podstawowym graczem i awansował do Serie A. Po awansie do pierwszej ligi Morrone stracił miejsce w wyjściowym składzie.
W styczniu 2002 roku Morrone został wypożyczony do Cosenzy Calcio, a po zakończeniu rozgrywek podpisał kontrakt z US Palermo. Tam o miejsce w składzie przyszło mu rywalizować z takimi zawodnikami jak Paul Codrea oraz Daniele Di Donato. Sezon 2003/2004 Morrone spędził na wypożyczeniu w Chievo Werona, z którym zajął dziewiąte miejsce w Serie A. Po zakończeniu ligowych rozgrywek powrócił do Palermo, z którym w tabeli pierwszej ligi uplasował się na szóstej pozycji. W 2005 roku włoski piłkarz przeszedł do Livorno, gdzie przez dwa sezony rozegrał 72 ligowe spotkania.
Latem 2007 roku Morrone podpisał czteroletnią umowę z Parmą, z którą w debiutanckim sezonie spadł do drugiej ligi. Już w kolejnych rozgrywkach Parma powróciła jednak do Serie A.
W sierpniu 2013 roku został wypożyczony do Latiny Calcio. Następnie był wypożyczony do Pisy. W 2015 roku zakończył karierę.
W Serie A rozegrał 301 spotkań i zdobył 13 bramek.

## Kariera reprezentacyjna
9 lutego 1999 roku w zremisowanym 0:0 meczu z Hiszpanią Morrone zadebiutował w reprezentacji Włoch do lat 21, dla której łącznie rozegrał 9 meczów. Następnie znalazł się w szerokiej kadrze drużyny narodowej na Igrzyska Olimpijskie w Sydney, jednak w olimpiadzie ostatecznie nie wziął udziału. W 2006 roku Roberto Donadoni powołał Morrone do seniorskiej reprezentacji na spotkanie przeciwko Chorwacji, jednak wychowanek Cosenzy w pojedynku tym nie wystąpił i nie zadebiutował zespole „Squadra Azzura”.